# Rudolph Poller
Ernst Rudolph Poller, auch Rudolf Poller (* 11. Mai 1865 in Johanngeorgenstadt; † 4. Januar 1930 ebenda), war ein sächsischer Betriebsdirektor und Bergingenieur.
Er war der Sohn des Betriebsschichtmeisters und Grubenvorstandsvorsitzenden Hermann Gustav Poller, der als Bevollmächtigter von Hermann Dietrich Lindheim zahlreiche Zinkblende-Gruben im oberen Erzgebirge verwaltete. Nach seiner Ausbildung an der Bergakademie Freiberg, die er 1892 als Diplom-Bergingenieur abschloss, ging er nach Johanngeorgenstadt zurück. Hier wurde er als Bergverwalter an Stelle seines Vaters Betriebsleiter der Johanngeorgenstädter Gruben und Verwalter der Kassenschreibergeschäfte bei der Revierknappschaftskrankenkasse. 1899 rückte er als Ersatzmann in den Revierausschuss von Johanngeorgenstadt. Im Scheibenberger Revier übernahm er dessen Leitung. Seit 1904 war er die Betriebsdirektor und Grubenvorstand von Vereinigt Feld im Fastenberg. Für das dortige Rathaus stiftete er eine neue Glocke.
Als bergmännischer Unternehmer war er u. a. der Vertreter der Betreibergewerkschaft des im Marienberger Bergrevier gelegenen Briccius Stolln am Pöhlberg.